# Castillo de Skarhult
El Castillo de Skarhults (en sueco: Skarhults slott) es un castillo en el municipio de Eslöv, Escania, en el sur de Suecia.
El actual castillo fue construido en la década de 1560 en la entonces provincia danesa de Escania por el riksråd danés Sten Rosensparre, aunque algunas partes del castillo se presume que son más antiguas.
La propiedad fue llamada originalmente Skarholta o Skarolt. Por lo menos desde el siglo XIV hasta 1624, perteneció a la familia Rosensparre, quienes también se llamaban Skarholt, y después pasó a la familia Ruud y después a la familia Trolle.
En 1658, Escania pasó a ser una provincia sueca, y en 1661, fue adquirido por el conde sueco Pontus Fredrik De la Gardie. En realidad, sin embargo, fue comprado por los fondos de su rica esposa, Beata Elisabet von Königsmarck quien, como mujer casada y menor de edad, no podía formalmente ser listada como su compradora y propietaria hasta su viudez en 1692. En la práctica, Beata Elisabet von Königsmarck administró sola la finca desde 1661 hasta su muerte en 1723, cuando fue heredada por un nieto de su hija, el conde Erik Brahe. Su hijo, Magnus Fredrik Brahe, vendió Skarholt a Carlos XIV Juan de Suecia en 1826. Skarholt fue vendido al barón Jules von Schwerin por Óscar I de Suecia y todavía es de propiedad privada.